# Brazil (Men at Work)
Brazil è un album dal vivo del gruppo musicale australiano Men at Work, pubblicato il 25 agosto 1998.

## Descrizione
L'album è stato registrato in occasione della reunion del gruppo, presso l'Olympia di San Paolo, in Brasile, nel maggio 1996. È stato distribuito una prima volta per il mercato brasiliano sotto il nome Brazil '96, ma per l'uscita internazionale l'anno è stato rimosso ed è stata aggiunta The Longest Night, una nuova traccia registrata in studio nel 1998.

## Tracce
1. Batucada – 0:23
2. Overkill – 4:19 (Colin Hay)
3. Touching the Untouchables – 3:53 (Hay, Ron Strykert)
4. Catch a Star – 3:43 (Hay)
5. Into My Life – 5:29 (Hay)
6. No Sign of Yesterday – 7:09 (Hay)
7. Down Under – 7:23 (Hay, Strykert)
8. Underground – 3:50 (Hay)
9. Helpless Automaton – 3:40 (Greg Ham)
10. Who Can It Be Now? – 3:57 (Hay)
11. No Restrictions – 4:24 (Hay)
12. Everything I Need – 3:29 (Hay)
13. Dr. Heckyll & Mr. Jive – 4:16 (Hay)
14. Down by the Sea – 6:37 (Hay, Strykert, Ham, Jerry Speiser)
15. It's a Mistake – 5:22 (Hay)
16. Be Good Johnny – 4:33 (Hay, Ham)
17. The Longest Night – 4:07 (Ham)

## Formazione
- Colin Hay – voce, chitarra
- Greg Ham – flauto, tastiera, sassofono, armonica a bocca, voce (traccia 9)
- Simon Hosford – chitarra
- Stephen Hadley – basso
- John Watson – batteria (tracce 1-16)
- Tony Floyd – batteria (traccia 17)